# Isotomus jarmilae
Isotomus jarmilae är en skalbaggsart som beskrevs av Sláma 1982. Isotomus jarmilae ingår i släktet Isotomus och familjen långhorningar. IUCN kategoriserar arten globalt som starkt hotad. Inga underarter finns listade i Catalogue of Life.